# HMS A6
HMS A6 – brytyjski okręt podwodny typu A. Zbudowany w latach 1902–1904 w Vickers w Barrow-in-Furness. Okręt został wodowany 15 kwietnia 1903 roku i rozpoczął służbę w Royal Navy 21 czerwca 1904 roku. Pierwszym dowódcą został Lt. C. Bland. 
W 1914 roku A6 stacjonował w Portsmouth przydzielony do Drugiej Flotylli Okrętów Podwodnych (2nd Submarine Flotilla) pod dowództwem Lt. Henry’ego E. Smytha. 
Z czynnej służby okręt został wycofany w 1916 roku, jego ostatnim dowódcą był Lt. H. E. Smyth. 16 stycznia 1920 roku został sprzedany firmie J. H. Lee z Bembridge.